# Buccochromis
Genre
Buccochromis est un genre de poissons de la famille des Cichlidae.

## Liste des espèces
Selon FishBase (30 janvier 2016) et ITIS (30 janvier 2016) :
- Buccochromis atritaeniatus (Regan, 1922)
- Buccochromis heterotaenia (Trewavas, 1935)
- Buccochromis lepturus (Regan, 1922)
- Buccochromis nototaenia (Boulenger, 1902)
- Buccochromis oculatus (Trewavas, 1935)
- Buccochromis rhoadesii (Boulenger, 1908)
- Buccochromis spectabilis (Trewavas, 1935)